# 約翰森峰
約翰森峰（英語：Johansen Peak）是南極洲的山峰，位於瑪麗伯德地，處於格里爾山東南面6公里，屬於拉戈斯山脈的一部分，海拔高度3,310米，現時由南極條約體系管理。